# Гап (город)
Гап (фр. Gap, окс. Gap) — город и коммуна на юго-востоке Франции, префектура департамента Верхние Альпы. Население 38,2 тыс. жителей.

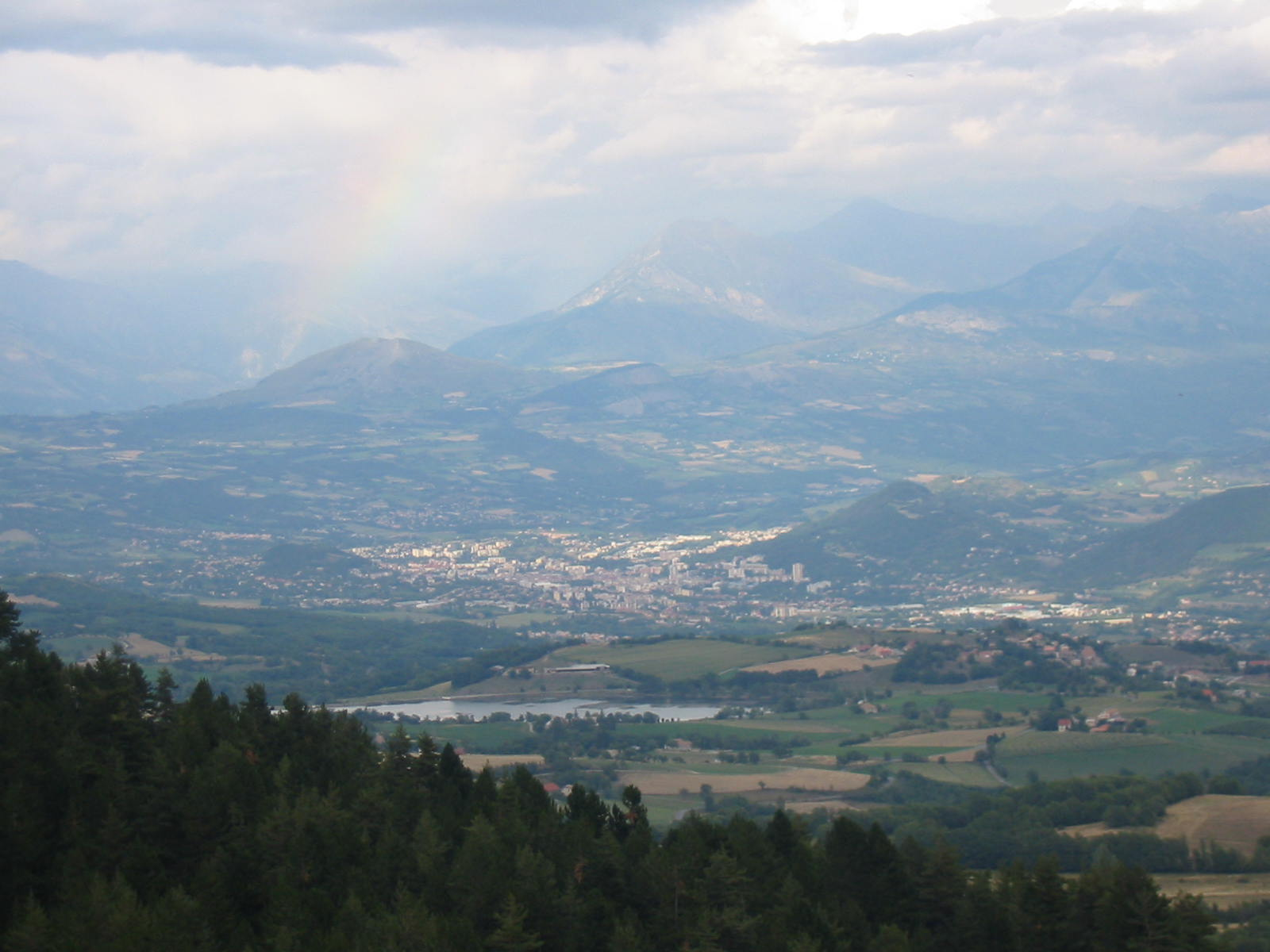
вид на город

## География
Расположен на реке Люи, на юге от горных массивов Альп Дофине. Хотя административно Гап относится к Провансу, исторически он скорее принадлежит к области Дофине. Находится на знаменитой «дороге Наполеона», соединяющей Гренобль с Лазурным Берегом через Альпы.

## История
На месте современного Гапа впервые возник римский военный лагерь под названием Vapincum в 14 г. до н. э. В V веке сооружены городские стены. До XVI века управлялся католической епархией, в 1512 году аннексирован Францией. В XVI—XVII веках город серьёзно пострадал в ходе религиозных войн.
В 1790 году Гап становится префектурой Верхних Альп.
В течение XIX века построены новые дороги, соединяющие Гап с Италией и с долиной реки Дром, появилась железная дорога.

## Интересные факты
- Является самой высокорасположенной над уровнем моря префектурой Франции.
- Хоккейная команда Гапа «Rapaces» («Хищные птицы») дважды становилась чемпионом Франции.
- Через Гап регулярно проходят этапы велогонки «Тур-де-Франс».
- Гап вместе с Анси и Греноблем рассматривал возможность официального выдвижения своей кандидатуры на проведение зимней Олимпиады 2018.

## Известные жители и уроженцы
- Арей Гапский (540—608) — католический святой.
- Себастьян Ожье (17 декабря 1983) — французский раллийный автогонщик, пилот команды Volkswagen Motorsport[англ.], чемпион Junior World Rally Championship 2008, восьмикратный чемпион мира по ралли (2013, 2014, 2015, 2016, 2017, 2018, 2020, 2021[3]).